# 2015-ös Formula–1 magyar nagydíj
A magyar nagydíj volt a 2015-ös Formula–1 világbajnokság tizedik futama, amelyet 2015. július 24. és július 26. között rendeztek meg a Hungaroringen, Mogyoródon. Ez volt a 30. Formula–1-es futam Magyarországon.

## Szabadedzések

### Első szabadedzés
A magyar nagydíj első szabadedzését július 24-én, pénteken délelőtt tartották.
| helyezés | versenyző        | csapat/motor         | elért idő  | különbség | futott kör |
| -------- | ---------------- | -------------------- | ---------- | --------- | ---------- |
| 1        | Lewis Hamilton   | Mercedes             | 1:25,141   | −         | 18         |
| 2        | Nico Rosberg     | Mercedes             | 1:25,250   | +0,109    | 22         |
| 3        | Kimi Räikkönen   | Ferrari              | 1:25,812   | +0,671    | 23         |
| 4        | Daniel Ricciardo | Red Bull-Renault     | 1:26,053   | +0,912    | 20         |
| 5        | Danyiil Kvjat    | Red Bull-Renault     | 1:26,070   | +0,929    | 17         |
| 6        | Sebastian Vettel | Ferrari              | 1:26,395   | +1,254    | 14         |
| 7        | Carlos Sainz Jr. | Toro Rosso-Renault   | 1:26,727   | +1,586    | 25         |
| 8        | Sergio Pérez     | Force India-Mercedes | 1:26,776   | +1,635    | 14         |
| 9        | Valtteri Bottas  | Williams-Mercedes    | 1:26,825   | +1,684    | 19         |
| 10       | Max Verstappen   | Toro Rosso-Renault   | 1:26,934   | +1,793    | 27         |
| 11       | Fernando Alonso  | McLaren-Honda        | 1:27,272   | +2,131    | 16         |
| 12       | Jenson Button    | McLaren-Honda        | 1:27,308   | +2,167    | 17         |
| 13       | Nico Hülkenberg  | Force India-Mercedes | 1:27,317   | +2,176    | 11         |
| 14       | Felipe Massa     | Williams-Mercedes    | 1:27,381   | +2,240    | 19         |
| 15       | Felipe Nasr      | Sauber-Ferrari       | 1:27,409   | +2,268    | 24         |
| 16       | Marcus Ericsson  | Sauber-Ferrari       | 1:27,732   | +2,591    | 23         |
| 17       | Pastor Maldonado | Lotus-Mercedes       | 1:28,568   | +3,427    | 9          |
| 18       | Will Stevens     | Manor-Ferrari        | 1:29,693   | +4,552    | 17         |
| 19       | Fabio Leimer     | Manor-Ferrari        | 1:30,631   | +5,490    | 18         |
| 20       | Jolyon Palmer    | Lotus-Mercedes       | idő nélkül | –         | 4          |

### Második szabadedzés
A magyar nagydíj második szabadedzését július 24-én, pénteken délután tartották.
| helyezés | versenyző        | csapat/motor         | elért idő  | különbség | futott kör |
| -------- | ---------------- | -------------------- | ---------- | --------- | ---------- |
| 1        | Lewis Hamilton   | Mercedes             | 1:23,949   | −         | 36         |
| 2        | Danyiil Kvjat    | Red Bull-Renault     | 1:24,300   | +0,351    | 29         |
| 3        | Daniel Ricciardo | Red Bull-Renault     | 1:24,451   | +0,502    | 16         |
| 4        | Nico Rosberg     | Mercedes             | 1:24,668   | +0,719    | 34         |
| 5        | Kimi Räikkönen   | Ferrari              | 1:25,134   | +1,185    | 30         |
| 6        | Carlos Sainz Jr. | Toro Rosso-Renault   | 1:25,599   | +1,650    | 37         |
| 7        | Sebastian Vettel | Ferrari              | 1:25,660   | +1,711    | 26         |
| 8        | Fernando Alonso  | McLaren-Honda        | 1:25,752   | +1,803    | 31         |
| 9        | Valtteri Bottas  | Williams-Mercedes    | 1:25,881   | +1,932    | 35         |
| 10       | Felipe Massa     | Williams-Mercedes    | 1:25,920   | +1,971    | 31         |
| 11       | Max Verstappen   | Toro Rosso-Renault   | 1:25,935   | +1,986    | 19         |
| 12       | Jenson Button    | McLaren-Honda        | 1:25,994   | +2,045    | 32         |
| 13       | Pastor Maldonado | Lotus-Mercedes       | 1:26,090   | +2,141    | 36         |
| 14       | Felipe Nasr      | Sauber-Ferrari       | 1:26,379   | +2,430    | 36         |
| 15       | Romain Grosjean  | Lotus-Mercedes       | 1:26,442   | +2,493    | 39         |
| 16       | Marcus Ericsson  | Sauber-Ferrari       | 1:26,831   | +2,882    | 29         |
| 17       | Roberto Merhi    | Manor-Ferrari        | 1:29,113   | +5,164    | 29         |
| 18       | Will Stevens     | Manor-Ferrari        | 1:29,115   | +5,166    | 28         |
| 19       | Nico Hülkenberg  | Force India-Mercedes | idő nélkül | –         | 0          |
| 20       | Sergio Pérez     | Force India-Mercedes | idő nélkül | –         | 0          |

### Harmadik szabadedzés
A magyar nagydíj harmadik szabadedzését július 25-én, szombaton délelőtt tartották.
| helyezés | versenyző        | csapat/motor         | elért idő | különbség | futott kör |
| -------- | ---------------- | -------------------- | --------- | --------- | ---------- |
| 1        | Lewis Hamilton   | Mercedes             | 1:22,997  | −         | 12         |
| 2        | Nico Rosberg     | Mercedes             | 1:23,095  | +0,098    | 20         |
| 3        | Sebastian Vettel | Ferrari              | 1:23,886  | +0,889    | 19         |
| 4        | Danyiil Kvjat    | Red Bull-Renault     | 1:24,215  | +1,218    | 17         |
| 5        | Carlos Sainz Jr. | Toro Rosso-Renault   | 1:24,326  | +1,329    | 22         |
| 6        | Nico Hülkenberg  | Force India-Mercedes | 1:24,483  | +1,486    | 30         |
| 7        | Max Verstappen   | Toro Rosso-Renault   | 1:24,678  | +1,681    | 22         |
| 8        | Fernando Alonso  | McLaren-Honda        | 1:24,846  | +1,849    | 16         |
| 9        | Daniel Ricciardo | Red Bull-Renault     | 1:24,929  | +1,932    | 12         |
| 10       | Romain Grosjean  | Lotus-Mercedes       | 1:24,941  | +1,944    | 22         |
| 11       | Pastor Maldonado | Lotus-Mercedes       | 1:24,953  | +1,956    | 16         |
| 12       | Felipe Massa     | Williams-Mercedes    | 1:25,094  | +2,097    | 13         |
| 13       | Jenson Button    | McLaren-Honda        | 1:25,229  | +2,232    | 16         |
| 14       | Valtteri Bottas  | Williams-Mercedes    | 1:25,345  | +2,348    | 17         |
| 15       | Sergio Pérez     | Force India-Mercedes | 1:25,393  | +2,396    | 25         |
| 16       | Kimi Räikkönen   | Ferrari              | 1:25,661  | +2,664    | 12         |
| 17       | Felipe Nasr      | Sauber-Ferrari       | 1:26,060  | +3,063    | 20         |
| 18       | Marcus Ericsson  | Sauber-Ferrari       | 1:26,095  | +3,098    | 20         |
| 19       | Will Stevens     | Manor-Ferrari        | 1:28,757  | +5,760    | 19         |
| 20       | Roberto Merhi    | Manor-Ferrari        | 1:28,908  | +5,911    | 20         |

## Időmérő edzés
A magyar nagydíj időmérő edzését július 25-én, szombaton futották.
| helyezés              | rajtszám | versenyző        | csapat/motor         | 1. rész  | 2. rész    | 3. rész  | rajthely | futott kör |
| --------------------- | -------- | ---------------- | -------------------- | -------- | ---------- | -------- | -------- | ---------- |
| 1                     | 44       | Lewis Hamilton   | Mercedes             | 1:22,890 | 1:22,285   | 1:22,020 | 1        | 20         |
| 2                     | 6        | Nico Rosberg     | Mercedes             | 1:22,979 | 1:22,775   | 1:22,595 | 2        | 21         |
| 3                     | 5        | Sebastian Vettel | Ferrari              | 1:23,312 | 1:23,168   | 1:22,739 | 3        | 17         |
| 4                     | 3        | Daniel Ricciardo | Red Bull-Renault     | 1:24,408 | 1:23,230   | 1:22,774 | 4        | 20         |
| 5                     | 7        | Kimi Räikkönen   | Ferrari              | 1:23,596 | 1:23,460   | 1:23,020 | 5        | 16         |
| 6                     | 77       | Valtteri Bottas  | Williams-Mercedes    | 1:23,649 | 1:23,555   | 1:23,222 | 6        | 19         |
| 7                     | 26       | Danyiil Kvjat    | Red Bull-Renault     | 1:23,587 | 1:23,597   | 1:23,332 | 7        | 17         |
| 8                     | 19       | Felipe Massa     | Williams-Mercedes    | 1:23,895 | 1:23,598   | 1:23,537 | 8        | 20         |
| 9                     | 33       | Max Verstappen   | Toro Rosso-Renault   | 1:24,032 | 1:23,781   | 1:23,679 | 9        | 18         |
| 10                    | 8        | Romain Grosjean  | Lotus-Mercedes       | 1:24,242 | 1:23,805   | 1:24,181 | 10       | 18         |
| 11                    | 27       | Nico Hülkenberg  | Force India-Mercedes | 1:24,115 | 1:23,826   |          | 11       | 13         |
| 12                    | 55       | Carlos Sainz Jr. | Toro Rosso-Renault   | 1:24,623 | 1:23,869   |          | 12       | 16         |
| 13                    | 11       | Sergio Pérez     | Force India-Mercedes | 1:24,444 | 1:24,461   |          | 13       | 14         |
| 14                    | 13       | Pastor Maldonado | Lotus-Mercedes       | 1:23,895 | 1:24,609   |          | 14       | 12         |
| 15                    | 14       | Fernando Alonso  | McLaren-Honda        | 1:24,563 | idő nélkül |          | 15       | 7          |
| 16                    | 22       | Jenson Button    | McLaren-Honda        | 1:24,739 |            |          | 16       | 8          |
| 17                    | 9        | Marcus Ericsson  | Sauber-Ferrari       | 1:24,843 |            |          | 17       | 8          |
| 18                    | 12       | Felipe Nasr      | Sauber-Ferrari       | 1:24,997 |            |          | 18       | 8          |
| 19                    | 98       | Roberto Merhi    | Manor-Ferrari        | 1:27,416 |            |          | 19       | 8          |
| 20                    | 28       | Will Stevens     | Manor-Ferrari        | 1:27,949 |            |          | 20       | 6          |
| 107%-os idő: 1:28,692 |          |                  |                      |          |            |          |          |            |

## Futam
A magyar nagydíj futama július 26-án, vasárnap rajtolt.
A felvezető kör előtt néhány percben megemlékeztek a nem sokkal korábban elhunyt versenytárs Jules Bianchira.  https://www.youtube.com/watch?v=O5YdpD_PYLg
| helyezés | rajtszám | versenyző        | csapat/motor         | futott kör | idő/kiesés oka   | rajthely | pont |
| -------- | -------- | ---------------- | -------------------- | ---------- | ---------------- | -------- | ---- |
| 1        | 5        | Sebastian Vettel | Ferrari              | 69         | 1:46:09,985      | 3        | 25   |
| 2        | 26       | Danyiil Kvjat    | Red Bull-Renault     | 69         | +15,748          | 7        | 18   |
| 3        | 3        | Daniel Ricciardo | Red Bull-Renault     | 69         | +25,084          | 4        | 15   |
| 4        | 33       | Max Verstappen   | Toro Rosso-Renault   | 69         | +44,251          | 9        | 12   |
| 5        | 14       | Fernando Alonso  | McLaren-Honda        | 69         | +49,079          | 15       | 10   |
| 6        | 44       | Lewis Hamilton   | Mercedes             | 69         | +52,025          | 1        | 8    |
| 7        | 8        | Romain Grosjean  | Lotus-Mercedes       | 69         | +58,578          | 10       | 6    |
| 8        | 6        | Nico Rosberg     | Mercedes             | 69         | +58,876          | 2        | 4    |
| 9        | 22       | Jenson Button    | McLaren-Honda        | 69         | +1:07,028        | 16       | 2    |
| 10       | 9        | Marcus Ericsson  | Sauber-Ferrari       | 69         | +1:09,130        | 17       | 1    |
| 11       | 12       | Felipe Nasr      | Sauber-Ferrari       | 69         | +1:13,458        | 18       |      |
| 12       | 19       | Felipe Massa     | Williams-Mercedes    | 69         | +1:14,278        | 8        |      |
| 13       | 77       | Valtteri Bottas  | Williams-Mercedes    | 69         | +1:20,228        | 6        |      |
| 14       | 13       | Pastor Maldonado | Lotus-Mercedes       | 69         | +1:25,142        | 14       |      |
| 15       | 98       | Roberto Merhi    | Manor-Ferrari        | 67         | +2 kör           | 19       |      |
| 16[1]    | 28       | Will Stevens     | Manor-Ferrari        | 65         | felfüggesztés    | 20       |      |
| ki       | 55       | Carlos Sainz Jr. | Toro Rosso-Renault   | 60         | elektronika      | 12       |      |
| ki       | 7        | Kimi Räikkönen   | Ferrari              | 55         | erőforrás        | 5        |      |
| ki       | 11       | Sergio Pérez     | Force India-Mercedes | 53         | baleseti sérülés | 13       |      |
| ki       | 27       | Nico Hülkenberg  | Force India-Mercedes | 41         | baleset          | 11       |      |

Megjegyzés:
- ↑ 1:  — Will Stevens nem fejezte be a futamot, de helyezését értékelték, mivel teljesítette a versenytáv több, mint 90%-át.

## A világbajnokság állása a verseny után
| H   | Versenyzők       | Pont | H   | Konstruktőrök        | Pont |
| --- | ---------------- | ---- | --- | -------------------- | ---- |
| 1.  | Lewis Hamilton   | 202  | 1.  | Mercedes             | 383  |
| 2.  | Nico Rosberg     | 181  | 2.  | Ferrari              | 236  |
| 3.  | Sebastian Vettel | 160  | 3.  | Williams-Mercedes    | 151  |
| 4.  | Valtteri Bottas  | 77   | 4.  | Red Bull-Renault     | 96   |
| 5.  | Kimi Räikkönen   | 76   | 5.  | Force India-Mercedes | 39   |
| 6.  | Felipe Massa     | 74   | 6.  | Lotus-Mercedes       | 35   |
| 7.  | Daniel Ricciardo | 51   | 7.  | Toro Rosso-Renault   | 31   |
| 8.  | Danyiil Kvjat    | 45   | 8.  | Sauber-Ferrari       | 22   |
| 9.  | Nico Hülkenberg  | 24   | 9.  | McLaren-Honda        | 17   |
| 10. | Romain Grosjean  | 23   | 10. | Manor-Ferrari        | 0    |

(A teljes táblázat)

## Statisztikák
- A 30. magyar nagydíj.
- Vezető helyen:
  - Sebastian Vettel: 68 kör (1-21) és (23-69)
  - Kimi Räikkönen: 1 kör (22)
- Sebastian Vettel 41. győzelme.
- Lewis Hamilton 47. pole-pozíciója.
- Daniel Ricciardo 3. leggyorsabb köre.
- A Scuderia Ferrari 224. győzelme.
- Sebastian Vettel 73., Danyiil Kvjat 1., Daniel Ricciardo 9. dobogós helyezése.